# Oihane Agirregoitia

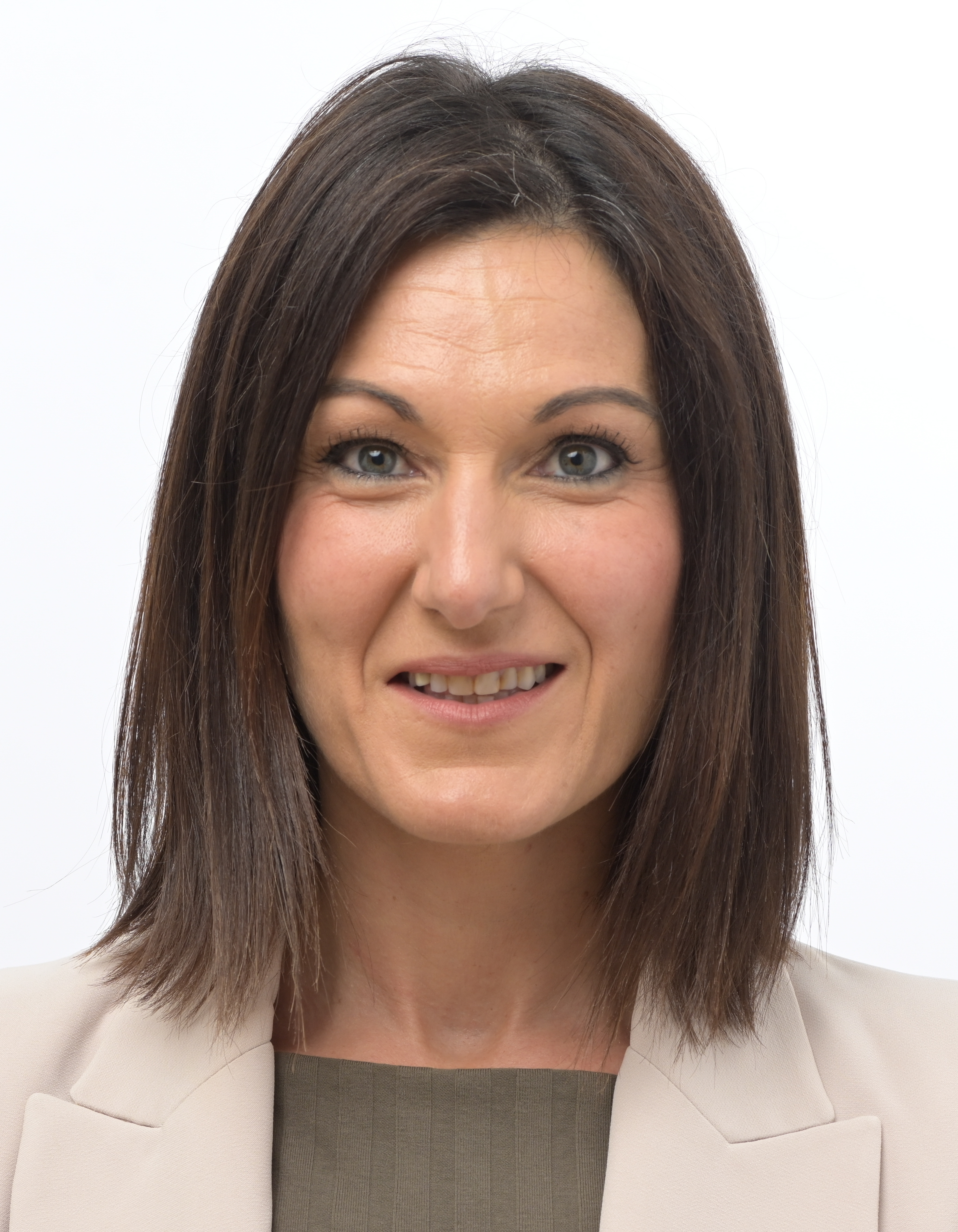
Oihane Agirregoitia (2024)

Oihane Agirregoitia Martínez (* 18. April 1980 in Bilbao) ist eine spanische Politikerin der Partido Nacionalista Vasco. Seit 2024 ist sie Mitglied des Europäischen Parlaments.

## Leben
Agirregoitia studierte Ingenieurswissenschaften an der Universidad de Deusto. Nach ihrem Eintritt in die Partido Nacionalista Vasco im Jahr 2006 saß sie zwischen 2011 und 2023 im Stadtrat von Bilbao.
Nachdem sie bei der Europawahl 2024 als einzige Bewerberin ihrer Liste ins europäische Parlament einzog, trat Agirregoitia der Fraktion Renew Europe bei. Sie ist in der 10. Legislaturperiode (2024–2029) Mitglied des Vorstands ihrer Fraktion und Mitglied im Ausschuss für Verkehr und Tourismus sowie stellvertretendes Mitglied im Ausschuss für Industrie, Forschung und Energie und im Fischereiausschuss. Sie ist zudem Mitglied der Delegation für die Beziehungen zu den Ländern des Mercosur und der Delegation in der Parlamentarischen Versammlung Europa-Lateinamerika sowie stellvertretendes Mitglied der Delegation für die Beziehungen zu den Vereinigten Staaten.